# Дача Я. П. Семёнова
Дача Я. П. Семёнова — особняк в западной части Симеиза, у горы Кошка, расположенный по адресу ул. Советская, 74, постройки начала XX века с элементами модерна, возведённый после 1902 года для себя главным зодчим Нового Симеиза, военным инженером генерал-майором Я. П. Семёновым по собственному проекту (проект фасада работы известного архитектора Н. П. Краснова). Решением Крымского облисполкома № 48 от 20 февраля 1990 года «Особняк военного инженера Я. П. Семенова, 1914 год» был включён в список выявленных объектов культурного наследия. На основании акта государственной историко-культурной экспертизы, постановлением Совмина Республики Крым № 331 от 11 июля 2018 года объект был исключён из перечня памятников.

## Дача Семёнова
Военный инженер, генерал-майор Яков Петрович Семёнов приобрел 19 мая 1902 года у владельца Нового Симеиза И. С. Мальцова несколько участков земли общей площадью 2 десятины 602 квадратных сажени, в том числе и участок № 16, площадью около 500 квадратных саженей (примерно 22,7 сотки), на котором построил по собственному проекту одну из самых первых дач Нового Симеиза из 17 комнат «частью для себя, частью для сдачи внаём». Проект фасада выполнил известный ялтинский архитектор Николай Петрович Краснов. При строительстве были применены элементы в стиле модерн: боковые фасады с полукруглыми завершениями, один из которых украсили металлической решёткой, крыша, кроме центральной башни, выполненная без карнизов, круглые обрамления прямоугольных окон. Перед дачей устроили небольшой парк с ливанскими кедрами. Для сдачи приезжим в доме предназначалось 10 комнат. С женой, сыном и дочерью Яков Петрович Семёнов жил в доме до 1920 года.

## После революции
16 декабря 1920 года приказом председателя Революционного комитета Крыма были изъяты «из частного владения как разных ведомств, так и частных лиц все имения Южного 

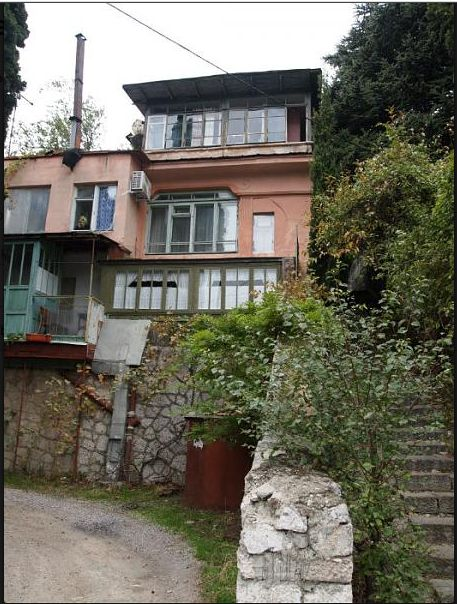
Современный вид

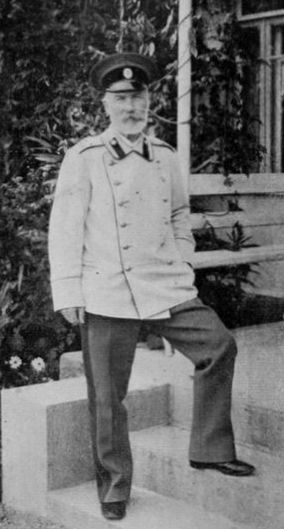
Я. П. Семёнов

берега Крыма в районе от Судака до Севастополя включительно» и передавались в ведение специально созданного Управления Южсовхоза. В 1920-е годы в особняке устроили многоквартирный дом, в коем статусе пребывает по настоящее время. Попытка после 2014 года включить дачу в Единый государственный реестр объектов культурного наследия Российской Федерации была неудачной: после 1991 года здание пережило бессистемную перестройку, исказившую исторический облик до неузнаваемости. В заключении экспертизы от 30 марта 2018 года было сказано: «выявленный объект культурного наследия „Особняк военного инженера Я. П. Семенова“ претерпел значительные изменения, связанные с внутренней перепланировкой, проведенными ремонтными работами, перестройками и приспособлением под современные нужды… утратил свой внешний и внутренний облик, архитектурные и стилевые особенности».